# Ceratoxancus elongatus
Ceratoxancus elongatus är en snäckart som beskrevs av Sakurai 1958. Ceratoxancus elongatus ingår i släktet Ceratoxancus och familjen Turbinellidae. Inga underarter finns listade i Catalogue of Life.